# ریچمند (کنتاکی)
ریچمند (به انگلیسی: Richmond) شهری در ایالت کنتاکی کشور ایالات متحده آمریکا است که جمعیت آن در سرشماری سال ۲۰۱۰ میلادی، ۳۱٬۳۶۴ نفر بوده‌است.